# Parafia Nawiedzenia Najświętszej Maryi Panny w Wysokiej
Parafia Nawiedzenia Najświętszej Maryi Panny w Wysokiej – rzymskokatolicka parafia znajdująca się w archidiecezji krakowskiej, w dekanacie Jordanów, w Polsce.